# Serie A 2020-2021 (calcio a 5)
La Serie A 2020-2021 è stata la 32ª edizione del campionato nazionale di calcio a 5 di primo livello e la 38ª assoluta della categoria. La stagione regolare è iniziata l'8 ottobre 2020 e si è conclusa il 1º maggio 2021, prolungandosi fino al 21 giugno con la disputa dei play-off.

## Regolamento
Nonostante la Divisione Calcio a 5 avesse inizialmente fissato il numero di partecipanti a 16, le defezioni di Real Rieti, Carrè Chiuppano e Real Rogit hanno portato al ripescaggio del CDM Genova. Nonostante il contemporaneo interessamento del Napoli la Divisione Calcio a 5 ha disposto il ripescaggio di un numero di squadre che portasse il totale delle partecipanti a un numero pari, preferendo un campionato a 14 piuttosto che a 15 squadre.
Al termine della Stagione Regolare le prime 8 della classifica parteciperanno alla fase play-off per l'assegnazione del titolo e del posto nell'UEFA Futsal Champions League 2020-2021. Il numero di retrocessioni è fissato in tre, di cui una tramite play-out, disputato tra la quartultima e la terzultima (a meno che tra di esse non vi sia un distacco superiore o uguale a 8 punti).
Nelle gare ufficiali è fatto obbligo di inserire in distinta giocatori che abbiano compiuto il 15º anno di età, di cui almeno il 50% di essi deve essere formato in Italia.
I palloni ufficiali sono Futsal Pro e Premier X Pro, pallone ufficiale della stagione precedente, forniti da Nike.

### Criteri in caso di arrivo a pari punti
In caso di parità di punteggio fra due o più squadre al termine di un campionato, si procede alla
compilazione:
- a) dei punti conseguiti negli incontri diretti;
- b) a parità di punti, della differenza tra le reti segnate e quelle subite negli stessi incontri;
- c) della differenza fra reti segnate e subite negli incontri diretti fra le squadre interessate;
- d) della differenza fra reti segnate e subite al termine della Stagione Regolare;
- e) del maggior numero di reti segnate al termine della Stagione Regolare;
- f) del minor numero di reti subite al termine della Stagione Regolare;
- g) del maggior numero di vittorie realizzate al termine della Stagione Regolare;
- h) del minor numero di sconfitte subite al termine della Stagione Regolare;
- i) del maggior numero di vittorie esterne al termine della Stagione Regolare;
- j) del minor numero di sconfitte interne al termine della Stagione Regolare;
- k) del sorteggio.

## Avvenimenti
La prima giornata della stagione si è svolta completamente sul campo neutro del PalaCotonella di Salsomaggiore Terme tra l'8 e il 10 ottobre 2020. Unica eccezione è stata la partita tra Pescara e Real San Giuseppe, rinviata a causa del riscontro di alcune positività al COVID-19 nella squadra campana. Il recupero della sesta giornata tra Mantova e Came Dosson è stato disputato nel giorno di Santo Stefano sul campo neutro del PalaCotonella di Salsomaggiore Terme, come nelle partite della prima giornata, emulando il Boxing Day della tradizione inglese. L'Italservice riesce nell'impresa di vincere tutte le gare del girone di ritorno, eguagliando la striscia di 13 vittorie consecutive della Roma RCB, record che durava dal 2003.

## Squadre partecipanti
| Club              | Città                 | Palazzetto | Stagione 2019-20            |
| ----------------- | --------------------- | --- | --------------------------- |
| Acqua e Sapone    | Pescara               | PalaRigopiano | 2º in Serie A               |
| Aniene            | Roma                  | Pala to Live | 13º in Serie A              |
| C.M.B.            | Grassano (MT)         | Tensostruttura (Matera)                                                                                                | 8º in Serie A               |
| CAME Treviso      | Dosson (TV)           | Palestra comunale | 4º in Serie A               |
| CDM Genova        | Genova                | Palazzetto dello Sport (Campo Ligure, GE)                                                                              | 14º in Serie A, ripescata   |
| Feldi Eboli       | Eboli (SA)            | PalaSele | 5º in Serie A               |
| Italservice       | Pesaro                | Palasport Nino Pizza                                                                                                   | 1º in Serie A               |
| Lido di Ostia     | Roma                  | Pala di fiore | 11º in Serie A              |
| Mantova           | Mantova               | Palasport Neolù PalaCotonella (Salsomaggiore Terme, PR, 6ª giornata)                                                   | 9º in Serie A               |
| Meta Catania      | Catania               | PalaVolcan (Acireale, CT, fino alla 12ª giornata, esclusa la 9ª giornata) PalaNitta (9ª giornata e dalla 15ª giornata) | 7º in Serie A               |
| Pescara           | Pescara               | PalaRigopiano | 10º in Serie A              |
| Petrarca          | Padova                | PalaEste (Este, PD) | 12º in Serie A              |
| Real San Giuseppe | Nocera Inferiore (SA) | Centro Federale FIPAV (Cercola, NA, fino alla 16ª giornata) PalaCoscioni (dalla 18ª giornata)                          | 1º nel girone B di Serie A2 |
| Sandro Abate      | Mercogliano (AV)      | Palasport Giacomo Del Mauro (Avellino)                                                                                 | 6º in Serie A               |

### Allenatori e primatisti
| Squadra           | Allenatore | Cannoniere                      |
| ----------------- | --- | ------------------------------- |
| Acqua&Sapone      | Fausto Scarpitti | Guilherme Gaio (23+2)           |
| Aniene            | Mauro Micheli (1ª-14ª, esclusa 7ª) Claudio Giuliani (ad interim, 15ª) Domenico Luciano (16ª-22ª, recupero della 7ª) Mauro Micheli (23ª-26ª) Claudio Giuliani (playout) | Cabeça (21+1)                   |
| C.M.B.            | Lorenzo Nitti | Wilde (28+1)                    |
| Came Dosson       | Sylvio Rocha | Arlan Pablo Vieira (38+2)       |
| CDM Futsal        | Milton Gomes Vaz (1ª-2ª) Michele Lombardo (dalla 5ª, recuperi 3ª e 4ª)                                                                                                 | Fabinho (12)                    |
| Feldi Eboli       | Alberto Riquer | Luizinho (17+4)                 |
| Italservice       | Fulvio Colini | Cristian Borruto (23+10)        |
| Lido di Ostia     | Gianfranco Angelini | Fábio Poletto (15)              |
| Mantova           | Frane Despotović (1ª-14ª, esclusa 9ª) Cristiano Rondelli (ad interim, 16ª) Jefferson Luiz Zeni (17ª-24ª, recuperi 9ª e 15ª) Jefferson Luiz Zeni (dalla 25ª)            | Strahinja Petrov (12+2)         |
| Meta              | Salvatore Samperi | Venâncio Baldasso (14+3) Josiko |
| Pescara           | Saverio Palusci | Lê Ferreira (15)                |
| Petrarca          | Luca Giampaolo | Jader Fornari (25+4)            |
| Real San Giuseppe | Andrea Centonze (1ª-19ª, escluse 4ª, 7ª, 9ª e 15ª) Julio Fernández Correa (dalla 20ª, recuperi 4ª, 7ª, 9ª e 15ª)                                                       | Portuga (19)                    |
| Sandro Abate      | Fabián López (1ª-8ª) Vinicio Comella (ad interim, 9ª-10ª) Marcelo Batista (dall'11ª)                                                                                   | Eduardo Dalcin (18+4)           |

## Stagione regolare

### Classifica
|                               | Pos. | Squadra           | Pt | G  | V  | N | P  | GF  | GS  | DR  |
| ----------------------------- | ---- | ----------------- | -- | -- | -- | - | -- | --- | --- | --- |
| Vincitrice della Coppa Italia | 1.   | Italservice       | 64 | 26 | 20 | 4 | 2  | 106 | 48  | +58 |
|                               | 2.   | Acqua e Sapone    | 55 | 26 | 17 | 4 | 5  | 138 | 82  | +56 |
|                               | 3.   | CAME Treviso      | 48 | 26 | 13 | 9 | 4  | 108 | 87  | +21 |
|                               | 4.   | Petrarca          | 40 | 26 | 11 | 7 | 8  | 108 | 88  | +20 |
|                               | 5.   | Feldi Eboli       | 40 | 26 | 11 | 7 | 8  | 81  | 79  | +2  |
|                               | 6.   | Sandro Abate      | 38 | 26 | 11 | 5 | 10 | 89  | 91  | -2  |
|                               | 7.   | Meta Catania      | 36 | 26 | 11 | 3 | 12 | 87  | 83  | +4  |
|                               | 8.   | C.M.B.            | 35 | 26 | 9  | 8 | 9  | 101 | 93  | +8  |
|                               | 9.   | Real San Giuseppe | 31 | 26 | 10 | 1 | 15 | 86  | 101 | -15 |
|                               | 10.  | Lido di Ostia     | 31 | 26 | 8  | 7 | 11 | 79  | 114 | -35 |
|                               | 11.  | Mantova           | 28 | 26 | 8  | 4 | 14 | 75  | 87  | -12 |
|                               | 12.  | Aniene            | 26 | 26 | 7  | 5 | 14 | 80  | 101 | -21 |
|                               | 13.  | Pescara           | 20 | 26 | 5  | 5 | 16 | 60  | 97  | -37 |
|                               | 14.  | CDM Genova        | 18 | 26 | 5  | 3 | 18 | 68  | 115 | -47 |

### Verdetti[14]
- Italservice campione d'Italia 2020-2021 e qualificata alla UEFA Futsal Champions League 2021-2022.
- Pescara, CDM Futsal e, dopo i playout, Mantova retrocessi in Serie A2 2021-2022.

### Calendario e risultati
| andata (1ª) | andata (1ª) | 1ª giornata                 | ritorno (14ª) | ritorno (14ª) |
|             |             |                             |               |               |
| 9 ott.      | 3-3         | Aniene-C.M.B.               | 2-7           | 6 gen.        |
| 9 ott.      | 2-3         | CDM Futsal-Lido di Ostia    | 1-5           | 6 gen.        |
| 10 ott.     | 2-4         | Italservice-Mantova         | 5-2           | 6 gen.        |
| 8 ott.      | 3-4         | Meta-Came Dosson            | 5-7           | 23 feb.       |
| 15 dic.     | 2-4         | Pescara-Real San Giuseppe   | 4-1           | 6 gen.        |
| 10 ott.     | 2-3         | Petrarca-Feldi Eboli        | 5-2           | 6 gen.        |
| 9 ott.      | 2-6         | Sandro Abate-Acqua e Sapone | 1-5           | 5 gen.        |

| andata (2ª) | andata (2ª) | 2ª giornata                | ritorno (15ª) | ritorno (15ª) |
|             |             |                            |               |               |
| 6 nov.      | 5-1         | Acqua e Sapone-Aniene      | 7-6           | 9 gen.        |
| 16 ott.     | 6-3         | C.M.B.-CDM Futsal          | 4-2           | 9 gen.        |
| 17 ott.     | 5-2         | Came Dosson-Sandro Abate   | 5-5           | 9 gen.        |
| 16 ott.     | 2-2         | Feldi Eboli-Italservice    | 3-8           | 9 gen.        |
| 4 nov.      | 0-0         | Lido di Ostia-Pescara      | 5-5           | 9 gen.        |
| 17 ott.     | 3-1         | Mantova-Meta               | 0-6           | 19 gen.       |
| 3 gen.      | 3-8         | Real San Giuseppe-Petrarca | 1-4           | 30 mar.       |

| andata (1ª) | andata (1ª) | 1ª giornata                 | ritorno (14ª) | ritorno (14ª) |
|             |             |                             |               |               |
| 9 ott.      | 3-3         | Aniene-C.M.B.               | 2-7           | 6 gen.        |
| 9 ott.      | 2-3         | CDM Futsal-Lido di Ostia    | 1-5           | 6 gen.        |
| 10 ott.     | 2-4         | Italservice-Mantova         | 5-2           | 6 gen.        |
| 8 ott.      | 3-4         | Meta-Came Dosson            | 5-7           | 23 feb.       |
| 15 dic.     | 2-4         | Pescara-Real San Giuseppe   | 4-1           | 6 gen.        |
| 10 ott.     | 2-3         | Petrarca-Feldi Eboli        | 5-2           | 6 gen.        |
| 9 ott.      | 2-6         | Sandro Abate-Acqua e Sapone | 1-5           | 5 gen.        |

| andata (2ª) | andata (2ª) | 2ª giornata                | ritorno (15ª) | ritorno (15ª) |
|             |             |                            |               |               |
| 6 nov.      | 5-1         | Acqua e Sapone-Aniene      | 7-6           | 9 gen.        |
| 16 ott.     | 6-3         | C.M.B.-CDM Futsal          | 4-2           | 9 gen.        |
| 17 ott.     | 5-2         | Came Dosson-Sandro Abate   | 5-5           | 9 gen.        |
| 16 ott.     | 2-2         | Feldi Eboli-Italservice    | 3-8           | 9 gen.        |
| 4 nov.      | 0-0         | Lido di Ostia-Pescara      | 5-5           | 9 gen.        |
| 17 ott.     | 3-1         | Mantova-Meta               | 0-6           | 19 gen.       |
| 3 gen.      | 3-8         | Real San Giuseppe-Petrarca | 1-4           | 30 mar.       |

| andata (3ª) | andata (3ª) | 3ª giornata                   | ritorno (16ª) | ritorno (16ª) |
|             |             |                               |               |               |
| 11 nov.     | 4-1         | Aniene-Came Dosson            | 2-7           | 14 gen.       |
| 23 ott.     | 3-8         | C.M.B.-Acqua e Sapone         | 6-6           | 15 gen.       |
| 27 dic.     | 8-0         | Italservice-Real San Giuseppe | 3-2           | 19 gen.       |
| 23 ott.     | 1-2         | Meta-Feldi Eboli              | 2-5           | 16 apr.       |
| 12 gen.     | 3-4         | Pescara-CDM Futsal            | 3-4           | 16 gen.       |
| 7 nov.      | 7-2         | Petrarca-Lido di Ostia        | 5-8           | 16 gen.       |
| 24 ott.     | 6-4         | Sandro Abate-Mantova          | 3-5           | 16 gen.       |

| andata (4ª) | andata (4ª) | 4ª giornata                | ritorno (17ª) | ritorno (17ª) |
|             |             |                            |               |               |
| 24 nov.     | 9-10        | Came Dosson-Acqua e Sapone | 3-2           | 22 gen.       |
| 24 nov.     | 1-8         | CDM Futsal-Petrarca        | 3-4           | 23 gen.       |
| 30 ott.     | 4-4         | Feldi Eboli-Sandro Abate   | 2-3           | 16 feb.       |
| 31 ott.     | 4-8         | Lido di Ostia-Italservice  | 0-8           | 23 gen.       |
| 3 gen.      | 2-3         | Mantova-Aniene             | 3-3           | 23 gen.       |
| 31 ott.     | 1-7         | Pescara-C.M.B.             | 3-8           | 22 gen.       |
| 16 mar.     | 4-1         | Real San Giuseppe-Meta     | 3-7           | 22 gen.       |

| andata (3ª) | andata (3ª) | 3ª giornata                   | ritorno (16ª) | ritorno (16ª) |
|             |             |                               |               |               |
| 11 nov.     | 4-1         | Aniene-Came Dosson            | 2-7           | 14 gen.       |
| 23 ott.     | 3-8         | C.M.B.-Acqua e Sapone         | 6-6           | 15 gen.       |
| 27 dic.     | 8-0         | Italservice-Real San Giuseppe | 3-2           | 19 gen.       |
| 23 ott.     | 1-2         | Meta-Feldi Eboli              | 2-5           | 16 apr.       |
| 12 gen.     | 3-4         | Pescara-CDM Futsal            | 3-4           | 16 gen.       |
| 7 nov.      | 7-2         | Petrarca-Lido di Ostia        | 5-8           | 16 gen.       |
| 24 ott.     | 6-4         | Sandro Abate-Mantova          | 3-5           | 16 gen.       |

| andata (4ª) | andata (4ª) | 4ª giornata                | ritorno (17ª) | ritorno (17ª) |
|             |             |                            |               |               |
| 24 nov.     | 9-10        | Came Dosson-Acqua e Sapone | 3-2           | 22 gen.       |
| 24 nov.     | 1-8         | CDM Futsal-Petrarca        | 3-4           | 23 gen.       |
| 30 ott.     | 4-4         | Feldi Eboli-Sandro Abate   | 2-3           | 16 feb.       |
| 31 ott.     | 4-8         | Lido di Ostia-Italservice  | 0-8           | 23 gen.       |
| 3 gen.      | 2-3         | Mantova-Aniene             | 3-3           | 23 gen.       |
| 31 ott.     | 1-7         | Pescara-C.M.B.             | 3-8           | 22 gen.       |
| 16 mar.     | 4-1         | Real San Giuseppe-Meta     | 3-7           | 22 gen.       |

| andata (5ª) | andata (5ª) | 5ª giornata                    | ritorno (18ª) | ritorno (18ª) |
|             |             |                                |               |               |
| 15 dic.     | 4-1         | Acqua e Sapone-Mantova         | 4-3           | 6 feb.        |
| 14 nov.     | 2-2         | Aniene-Feldi Eboli             | 3-7           | 5 feb.        |
| 13 nov.     | 2-2         | C.M.B.-Came Dosson             | 3-2           | 6 feb.        |
| 13 nov.     | 4-1         | Italservice-CDM Futsal         | 6-2           | 6 feb.        |
| 13 nov.     | 4-0         | Meta-Lido di Ostia             | 3-3           | 6 feb.        |
| 12 nov.     | 2-2         | Petrarca-Pescara               | 2-3           | 6 feb.        |
| 14 nov.     | 4-2         | Sandro Abate-Real San Giuseppe | 5-1           | 6 feb.        |

| andata (6ª) | andata (6ª) | 6ª giornata                | ritorno (19ª) | ritorno (19ª) |
|             |             |                            |               |               |
| 17 nov.     | 4-5         | CDM Futsal-Meta            | 2-4           | 9 feb.        |
| 17 nov.     | 2-5         | Feldi Eboli-Acqua e Sapone | 1-6           | 9 feb.        |
| 17 nov.     | 2-3         | Lido di Ostia-Sandro Abate | 2-6           | 9 feb.        |
| 26 dic.     | 2-3         | Mantova-Came Dosson        | 4-4           | 9 feb.        |
| 22 ott.     | 1-6         | Pescara-Italservice        | 2-3           | 9 feb.        |
| 15 dic.     | 4-3         | Petrarca-C.M.B.            | 6-6           | 9 feb.        |
| 17 nov.     | 4-2         | Real San Giuseppe-Aniene   | 3-6           | 9 feb.        |

| andata (5ª) | andata (5ª) | 5ª giornata                    | ritorno (18ª) | ritorno (18ª) |
|             |             |                                |               |               |
| 15 dic.     | 4-1         | Acqua e Sapone-Mantova         | 4-3           | 6 feb.        |
| 14 nov.     | 2-2         | Aniene-Feldi Eboli             | 3-7           | 5 feb.        |
| 13 nov.     | 2-2         | C.M.B.-Came Dosson             | 3-2           | 6 feb.        |
| 13 nov.     | 4-1         | Italservice-CDM Futsal         | 6-2           | 6 feb.        |
| 13 nov.     | 4-0         | Meta-Lido di Ostia             | 3-3           | 6 feb.        |
| 12 nov.     | 2-2         | Petrarca-Pescara               | 2-3           | 6 feb.        |
| 14 nov.     | 4-2         | Sandro Abate-Real San Giuseppe | 5-1           | 6 feb.        |

| andata (6ª) | andata (6ª) | 6ª giornata                | ritorno (19ª) | ritorno (19ª) |
|             |             |                            |               |               |
| 17 nov.     | 4-5         | CDM Futsal-Meta            | 2-4           | 9 feb.        |
| 17 nov.     | 2-5         | Feldi Eboli-Acqua e Sapone | 1-6           | 9 feb.        |
| 17 nov.     | 2-3         | Lido di Ostia-Sandro Abate | 2-6           | 9 feb.        |
| 26 dic.     | 2-3         | Mantova-Came Dosson        | 4-4           | 9 feb.        |
| 22 ott.     | 1-6         | Pescara-Italservice        | 2-3           | 9 feb.        |
| 15 dic.     | 4-3         | Petrarca-C.M.B.            | 6-6           | 9 feb.        |
| 17 nov.     | 4-2         | Real San Giuseppe-Aniene   | 3-6           | 9 feb.        |

| andata (7ª) | andata (7ª) | 7ª giornata                      | ritorno (20ª) | ritorno (20ª) |
|             |             |                                  |               |               |
| 23 feb.     | 5-6         | Acqua e Sapone-Real San Giuseppe | 3-1           | 13 feb.       |
| 19 gen.     | 3-4         | Aniene-Lido di Ostia             | 2-2           | 13 feb.       |
| 12 gen.     | 3-0         | C.M.B.-Mantova                   | 1-2           | 13 feb.       |
| 21 nov.     | 2-2         | Came Dosson-Feldi Eboli          | 5-5           | 13 feb.       |
| 20 nov.     | 3-2         | Italservice-Petrarca             | 2-1           | 13 feb.       |
| 20 nov.     | 5-3         | Meta-Pescara                     | 1-1           | 13 feb.       |
| 21 nov.     | 5-3         | Sandro Abate-CDM Futsal          | 2-1           | 13 feb.       |

| andata (8ª) | andata (8ª) | 8ª giornata                   | ritorno (21ª) | ritorno (21ª) |
|             |             |                               |               |               |
| 28 nov.     | 3-2         | CDM Futsal-Aniene             | 5-2           | 20 feb.       |
| 27 nov.     | 3-0         | Feldi Eboli-Mantova           | 6-5           | 20 feb.       |
| 7 nov.      | 2-2         | Italservice-C.M.B.            | 6-2           | 19 feb.       |
| 28 nov.     | 3-9         | Lido di Ostia-Acqua e Sapone  | 2-9           | 19 feb.       |
| 28 nov.     | 6-2         | Pescara-Sandro Abate          | 6-5           | 20 feb.       |
| 28 nov.     | 3-2         | Petrarca-Meta                 | 2-6           | 19 feb.       |
| 28 nov.     | 1-3         | Real San Giuseppe-Came Dosson | 2-4           | 20 feb.       |

| andata (7ª) | andata (7ª) | 7ª giornata                      | ritorno (20ª) | ritorno (20ª) |
|             |             |                                  |               |               |
| 23 feb.     | 5-6         | Acqua e Sapone-Real San Giuseppe | 3-1           | 13 feb.       |
| 19 gen.     | 3-4         | Aniene-Lido di Ostia             | 2-2           | 13 feb.       |
| 12 gen.     | 3-0         | C.M.B.-Mantova                   | 1-2           | 13 feb.       |
| 21 nov.     | 2-2         | Came Dosson-Feldi Eboli          | 5-5           | 13 feb.       |
| 20 nov.     | 3-2         | Italservice-Petrarca             | 2-1           | 13 feb.       |
| 20 nov.     | 5-3         | Meta-Pescara                     | 1-1           | 13 feb.       |
| 21 nov.     | 5-3         | Sandro Abate-CDM Futsal          | 2-1           | 13 feb.       |

| andata (8ª) | andata (8ª) | 8ª giornata                   | ritorno (21ª) | ritorno (21ª) |
|             |             |                               |               |               |
| 28 nov.     | 3-2         | CDM Futsal-Aniene             | 5-2           | 20 feb.       |
| 27 nov.     | 3-0         | Feldi Eboli-Mantova           | 6-5           | 20 feb.       |
| 7 nov.      | 2-2         | Italservice-C.M.B.            | 6-2           | 19 feb.       |
| 28 nov.     | 3-9         | Lido di Ostia-Acqua e Sapone  | 2-9           | 19 feb.       |
| 28 nov.     | 6-2         | Pescara-Sandro Abate          | 6-5           | 20 feb.       |
| 28 nov.     | 3-2         | Petrarca-Meta                 | 2-6           | 19 feb.       |
| 28 nov.     | 1-3         | Real San Giuseppe-Came Dosson | 2-4           | 20 feb.       |

| andata (9ª) | andata (9ª) | 9ª giornata               | ritorno (22ª) | ritorno (22ª) |
|             |             |                           |               |               |
| 8 dic.      | 6-2         | Acqua e Sapone-CDM Futsal | 2-2           | 27 feb.       |
| 9 dic.      | 3-0         | Aniene-Pescara            | 4-2           | 27 feb.       |
| 8 dic.      | 4-5         | C.M.B.-Feldi Eboli        | 2-4           | 27 feb.       |
| 8 dic.      | 6-6         | Came Dosson-Lido di Ostia | 4-4           | 27 feb.       |
| 17 feb.     | 3-1         | Mantova-Real San Giuseppe | 4-7           | 27 feb.       |
| 3 gen.      | 4-3         | Meta-Italservice          | 0-3           | 26 feb.       |
| 8 dic.      | 2-2         | Sandro Abate-Petrarca     | 6-7           | 27 feb.       |

| andata (10ª) | andata (10ª) | 10ª giornata                  | ritorno (23ª) | ritorno (23ª) |
|              |              |                               |               |               |
| 12 dic.      | 2-9          | CDM Futsal-Came Dosson        | 5-5           | 13 mar.       |
| 11 dic.      | 3-1          | Italservice-Sandro Abate      | 2-1           | 13 mar.       |
| 12 dic.      | 3-6          | Lido di Ostia-Mantova         | 4-3           | 13 mar.       |
| 11 dic.      | 8-5          | Meta-C.M.B.                   | 1-3           | 13 mar.       |
| 12 dic.      | 1-6          | Pescara-Acqua e Sapone        | 2-6           | 12 mar.       |
| 12 dic.      | 6-3          | Petrarca-Aniene               | 3-3           | 13 mar.       |
| 11 dic.      | 4-2          | Real San Giuseppe-Feldi Eboli | 3-4           | 12 mar.       |

| andata (9ª) | andata (9ª) | 9ª giornata               | ritorno (22ª) | ritorno (22ª) |
|             |             |                           |               |               |
| 8 dic.      | 6-2         | Acqua e Sapone-CDM Futsal | 2-2           | 27 feb.       |
| 9 dic.      | 3-0         | Aniene-Pescara            | 4-2           | 27 feb.       |
| 8 dic.      | 4-5         | C.M.B.-Feldi Eboli        | 2-4           | 27 feb.       |
| 8 dic.      | 6-6         | Came Dosson-Lido di Ostia | 4-4           | 27 feb.       |
| 17 feb.     | 3-1         | Mantova-Real San Giuseppe | 4-7           | 27 feb.       |
| 3 gen.      | 4-3         | Meta-Italservice          | 0-3           | 26 feb.       |
| 8 dic.      | 2-2         | Sandro Abate-Petrarca     | 6-7           | 27 feb.       |

| andata (10ª) | andata (10ª) | 10ª giornata                  | ritorno (23ª) | ritorno (23ª) |
|              |              |                               |               |               |
| 12 dic.      | 2-9          | CDM Futsal-Came Dosson        | 5-5           | 13 mar.       |
| 11 dic.      | 3-1          | Italservice-Sandro Abate      | 2-1           | 13 mar.       |
| 12 dic.      | 3-6          | Lido di Ostia-Mantova         | 4-3           | 13 mar.       |
| 11 dic.      | 8-5          | Meta-C.M.B.                   | 1-3           | 13 mar.       |
| 12 dic.      | 1-6          | Pescara-Acqua e Sapone        | 2-6           | 12 mar.       |
| 12 dic.      | 6-3          | Petrarca-Aniene               | 3-3           | 13 mar.       |
| 11 dic.      | 4-2          | Real San Giuseppe-Feldi Eboli | 3-4           | 12 mar.       |

| andata (11ª) | andata (11ª) | 11ª giornata              | ritorno (24ª) | ritorno (24ª) |
|              |              |                           |               |               |
| 18 dic.      | 5-8          | Acqua e Sapone-Petrarca   | 7-7           | 20 mar.       |
| 19 dic.      | 3-4          | Aniene-Italservice        | 2-5           | 20 mar.       |
| 18 dic.      | 8-5          | C.M.B.-Real San Giuseppe  | 3-3           | 20 mar.       |
| 19 dic.      | 5-4          | Came Dosson-Pescara       | 2-1           | 20 mar.       |
| 18 dic.      | 2-3          | Feldi Eboli-Lido di Ostia | 1-2           | 20 mar.       |
| 19 dic.      | 5-4          | Mantova-CDM Futsal        | 2-4           | 20 mar.       |
| 19 dic.      | 5-4          | Sandro Abate-Meta         | 1-1           | 20 mar.       |

| andata (12ª) | andata (12ª) | 12ª giornata                    | ritorno (25ª) | ritorno (25ª) |
|              |              |                                 |               |               |
| 22 dic.      | 3-3          | CDM Futsal-Feldi Eboli          | 0-4           | 28 apr.       |
| 23 dic.      | 1-1          | Italservice-Acqua e Sapone      | 3-2           | 28 apr.       |
| 22 dic.      | 1-4          | Lido di Ostia-Real San Giuseppe | 2-8           | 3 apr.        |
| 22 dic.      | 5-3          | Meta-Aniene                     | 2-5           | 3 apr.        |
| 22 dic.      | 1-0          | Pescara-Mantova                 | 1-7           | 3 apr.        |
| 22 dic.      | 2-3          | Petrarca-Came Dosson            | 3-4           | 3 apr.        |
| 22 dic.      | 4-3          | Sandro Abate-C.M.B.             | 2-2           | 2 apr.        |

| andata (11ª) | andata (11ª) | 11ª giornata              | ritorno (24ª) | ritorno (24ª) |
|              |              |                           |               |               |
| 18 dic.      | 5-8          | Acqua e Sapone-Petrarca   | 7-7           | 20 mar.       |
| 19 dic.      | 3-4          | Aniene-Italservice        | 2-5           | 20 mar.       |
| 18 dic.      | 8-5          | C.M.B.-Real San Giuseppe  | 3-3           | 20 mar.       |
| 19 dic.      | 5-4          | Came Dosson-Pescara       | 2-1           | 20 mar.       |
| 18 dic.      | 2-3          | Feldi Eboli-Lido di Ostia | 1-2           | 20 mar.       |
| 19 dic.      | 5-4          | Mantova-CDM Futsal        | 2-4           | 20 mar.       |
| 19 dic.      | 5-4          | Sandro Abate-Meta         | 1-1           | 20 mar.       |

| andata (12ª) | andata (12ª) | 12ª giornata                    | ritorno (25ª) | ritorno (25ª) |
|              |              |                                 |               |               |
| 22 dic.      | 3-3          | CDM Futsal-Feldi Eboli          | 0-4           | 28 apr.       |
| 23 dic.      | 1-1          | Italservice-Acqua e Sapone      | 3-2           | 28 apr.       |
| 22 dic.      | 1-4          | Lido di Ostia-Real San Giuseppe | 2-8           | 3 apr.        |
| 22 dic.      | 5-3          | Meta-Aniene                     | 2-5           | 3 apr.        |
| 22 dic.      | 1-0          | Pescara-Mantova                 | 1-7           | 3 apr.        |
| 22 dic.      | 2-3          | Petrarca-Came Dosson            | 3-4           | 3 apr.        |
| 22 dic.      | 4-3          | Sandro Abate-C.M.B.             | 2-2           | 2 apr.        |

| \| andata (13ª) \| andata (13ª) \| 13ª giornata \| ritorno (26ª) \| ritorno (26ª) \| \| \| \| \| \| \| \| 29 dic. \| 7-3 \| Acqua e Sapone-Meta \| 2-3 \| 1° mag. \| \| 29 dic. \| 1-5 \| Aniene-Sandro Abate \| 7-4 \| 1° mag. \| \| 29 dic. \| 2-2 \| C.M.B.-Lido di Ostia \| 3-7 \| 1° mag. \| \| 30 dic. \| 2-2 \| Came Dosson-Italservice \| 2-4 \| 1° mag. \| \| 29 dic. \| 2-0 \| Feldi Eboli-Pescara \| 3-3 \| 1° mag. \| \| 29 dic. \| 4-4 \| Mantova-Petrarca \| 1-1 \| 1° mag. \| \| 30 dic. \| 7-2 \| Real San Giuseppe-CDM Futsal \| 6-3 \| 1° mag. \| |              |                              |               |               |
| andata (13ª) | andata (13ª) | 13ª giornata                 | ritorno (26ª) | ritorno (26ª) |
| |              |                              |               |               |
| 29 dic. | 7-3          | Acqua e Sapone-Meta          | 2-3           | 1° mag.       |
| 29 dic. | 1-5          | Aniene-Sandro Abate          | 7-4           | 1° mag.       |
| 29 dic. | 2-2          | C.M.B.-Lido di Ostia         | 3-7           | 1° mag.       |
| 30 dic. | 2-2          | Came Dosson-Italservice      | 2-4           | 1° mag.       |
| 29 dic. | 2-0          | Feldi Eboli-Pescara          | 3-3           | 1° mag.       |
| 29 dic. | 4-4          | Mantova-Petrarca             | 1-1           | 1° mag.       |
| 30 dic. | 7-2          | Real San Giuseppe-CDM Futsal | 6-3           | 1° mag.       |

| andata (13ª) | andata (13ª) | 13ª giornata                 | ritorno (26ª) | ritorno (26ª) |
|              |              |                              |               |               |
| 29 dic.      | 7-3          | Acqua e Sapone-Meta          | 2-3           | 1° mag.       |
| 29 dic.      | 1-5          | Aniene-Sandro Abate          | 7-4           | 1° mag.       |
| 29 dic.      | 2-2          | C.M.B.-Lido di Ostia         | 3-7           | 1° mag.       |
| 30 dic.      | 2-2          | Came Dosson-Italservice      | 2-4           | 1° mag.       |
| 29 dic.      | 2-0          | Feldi Eboli-Pescara          | 3-3           | 1° mag.       |
| 29 dic.      | 4-4          | Mantova-Petrarca             | 1-1           | 1° mag.       |
| 30 dic.      | 7-2          | Real San Giuseppe-CDM Futsal | 6-3           | 1° mag.       |

| andata (1ª) | andata (1ª) | 1ª giornata                 | ritorno (14ª) | ritorno (14ª) |
|             |             |                             |               |               |
| 9 ott.      | 3-3         | Aniene-C.M.B.               | 2-7           | 6 gen.        |
| 9 ott.      | 2-3         | CDM Futsal-Lido di Ostia    | 1-5           | 6 gen.        |
| 10 ott.     | 2-4         | Italservice-Mantova         | 5-2           | 6 gen.        |
| 8 ott.      | 3-4         | Meta-Came Dosson            | 5-7           | 23 feb.       |
| 15 dic.     | 2-4         | Pescara-Real San Giuseppe   | 4-1           | 6 gen.        |
| 10 ott.     | 2-3         | Petrarca-Feldi Eboli        | 5-2           | 6 gen.        |
| 9 ott.      | 2-6         | Sandro Abate-Acqua e Sapone | 1-5           | 5 gen.        |

| andata (2ª) | andata (2ª) | 2ª giornata                | ritorno (15ª) | ritorno (15ª) |
|             |             |                            |               |               |
| 6 nov.      | 5-1         | Acqua e Sapone-Aniene      | 7-6           | 9 gen.        |
| 16 ott.     | 6-3         | C.M.B.-CDM Futsal          | 4-2           | 9 gen.        |
| 17 ott.     | 5-2         | Came Dosson-Sandro Abate   | 5-5           | 9 gen.        |
| 16 ott.     | 2-2         | Feldi Eboli-Italservice    | 3-8           | 9 gen.        |
| 4 nov.      | 0-0         | Lido di Ostia-Pescara      | 5-5           | 9 gen.        |
| 17 ott.     | 3-1         | Mantova-Meta               | 0-6           | 19 gen.       |
| 3 gen.      | 3-8         | Real San Giuseppe-Petrarca | 1-4           | 30 mar.       |

| andata (1ª) | andata (1ª) | 1ª giornata                 | ritorno (14ª) | ritorno (14ª) |
|             |             |                             |               |               |
| 9 ott.      | 3-3         | Aniene-C.M.B.               | 2-7           | 6 gen.        |
| 9 ott.      | 2-3         | CDM Futsal-Lido di Ostia    | 1-5           | 6 gen.        |
| 10 ott.     | 2-4         | Italservice-Mantova         | 5-2           | 6 gen.        |
| 8 ott.      | 3-4         | Meta-Came Dosson            | 5-7           | 23 feb.       |
| 15 dic.     | 2-4         | Pescara-Real San Giuseppe   | 4-1           | 6 gen.        |
| 10 ott.     | 2-3         | Petrarca-Feldi Eboli        | 5-2           | 6 gen.        |
| 9 ott.      | 2-6         | Sandro Abate-Acqua e Sapone | 1-5           | 5 gen.        |

| andata (2ª) | andata (2ª) | 2ª giornata                | ritorno (15ª) | ritorno (15ª) |
|             |             |                            |               |               |
| 6 nov.      | 5-1         | Acqua e Sapone-Aniene      | 7-6           | 9 gen.        |
| 16 ott.     | 6-3         | C.M.B.-CDM Futsal          | 4-2           | 9 gen.        |
| 17 ott.     | 5-2         | Came Dosson-Sandro Abate   | 5-5           | 9 gen.        |
| 16 ott.     | 2-2         | Feldi Eboli-Italservice    | 3-8           | 9 gen.        |
| 4 nov.      | 0-0         | Lido di Ostia-Pescara      | 5-5           | 9 gen.        |
| 17 ott.     | 3-1         | Mantova-Meta               | 0-6           | 19 gen.       |
| 3 gen.      | 3-8         | Real San Giuseppe-Petrarca | 1-4           | 30 mar.       |

| andata (3ª) | andata (3ª) | 3ª giornata                   | ritorno (16ª) | ritorno (16ª) |
|             |             |                               |               |               |
| 11 nov.     | 4-1         | Aniene-Came Dosson            | 2-7           | 14 gen.       |
| 23 ott.     | 3-8         | C.M.B.-Acqua e Sapone         | 6-6           | 15 gen.       |
| 27 dic.     | 8-0         | Italservice-Real San Giuseppe | 3-2           | 19 gen.       |
| 23 ott.     | 1-2         | Meta-Feldi Eboli              | 2-5           | 16 apr.       |
| 12 gen.     | 3-4         | Pescara-CDM Futsal            | 3-4           | 16 gen.       |
| 7 nov.      | 7-2         | Petrarca-Lido di Ostia        | 5-8           | 16 gen.       |
| 24 ott.     | 6-4         | Sandro Abate-Mantova          | 3-5           | 16 gen.       |

| andata (4ª) | andata (4ª) | 4ª giornata                | ritorno (17ª) | ritorno (17ª) |
|             |             |                            |               |               |
| 24 nov.     | 9-10        | Came Dosson-Acqua e Sapone | 3-2           | 22 gen.       |
| 24 nov.     | 1-8         | CDM Futsal-Petrarca        | 3-4           | 23 gen.       |
| 30 ott.     | 4-4         | Feldi Eboli-Sandro Abate   | 2-3           | 16 feb.       |
| 31 ott.     | 4-8         | Lido di Ostia-Italservice  | 0-8           | 23 gen.       |
| 3 gen.      | 2-3         | Mantova-Aniene             | 3-3           | 23 gen.       |
| 31 ott.     | 1-7         | Pescara-C.M.B.             | 3-8           | 22 gen.       |
| 16 mar.     | 4-1         | Real San Giuseppe-Meta     | 3-7           | 22 gen.       |

| andata (3ª) | andata (3ª) | 3ª giornata                   | ritorno (16ª) | ritorno (16ª) |
|             |             |                               |               |               |
| 11 nov.     | 4-1         | Aniene-Came Dosson            | 2-7           | 14 gen.       |
| 23 ott.     | 3-8         | C.M.B.-Acqua e Sapone         | 6-6           | 15 gen.       |
| 27 dic.     | 8-0         | Italservice-Real San Giuseppe | 3-2           | 19 gen.       |
| 23 ott.     | 1-2         | Meta-Feldi Eboli              | 2-5           | 16 apr.       |
| 12 gen.     | 3-4         | Pescara-CDM Futsal            | 3-4           | 16 gen.       |
| 7 nov.      | 7-2         | Petrarca-Lido di Ostia        | 5-8           | 16 gen.       |
| 24 ott.     | 6-4         | Sandro Abate-Mantova          | 3-5           | 16 gen.       |

| andata (4ª) | andata (4ª) | 4ª giornata                | ritorno (17ª) | ritorno (17ª) |
|             |             |                            |               |               |
| 24 nov.     | 9-10        | Came Dosson-Acqua e Sapone | 3-2           | 22 gen.       |
| 24 nov.     | 1-8         | CDM Futsal-Petrarca        | 3-4           | 23 gen.       |
| 30 ott.     | 4-4         | Feldi Eboli-Sandro Abate   | 2-3           | 16 feb.       |
| 31 ott.     | 4-8         | Lido di Ostia-Italservice  | 0-8           | 23 gen.       |
| 3 gen.      | 2-3         | Mantova-Aniene             | 3-3           | 23 gen.       |
| 31 ott.     | 1-7         | Pescara-C.M.B.             | 3-8           | 22 gen.       |
| 16 mar.     | 4-1         | Real San Giuseppe-Meta     | 3-7           | 22 gen.       |

| andata (5ª) | andata (5ª) | 5ª giornata                    | ritorno (18ª) | ritorno (18ª) |
|             |             |                                |               |               |
| 15 dic.     | 4-1         | Acqua e Sapone-Mantova         | 4-3           | 6 feb.        |
| 14 nov.     | 2-2         | Aniene-Feldi Eboli             | 3-7           | 5 feb.        |
| 13 nov.     | 2-2         | C.M.B.-Came Dosson             | 3-2           | 6 feb.        |
| 13 nov.     | 4-1         | Italservice-CDM Futsal         | 6-2           | 6 feb.        |
| 13 nov.     | 4-0         | Meta-Lido di Ostia             | 3-3           | 6 feb.        |
| 12 nov.     | 2-2         | Petrarca-Pescara               | 2-3           | 6 feb.        |
| 14 nov.     | 4-2         | Sandro Abate-Real San Giuseppe | 5-1           | 6 feb.        |

| andata (6ª) | andata (6ª) | 6ª giornata                | ritorno (19ª) | ritorno (19ª) |
|             |             |                            |               |               |
| 17 nov.     | 4-5         | CDM Futsal-Meta            | 2-4           | 9 feb.        |
| 17 nov.     | 2-5         | Feldi Eboli-Acqua e Sapone | 1-6           | 9 feb.        |
| 17 nov.     | 2-3         | Lido di Ostia-Sandro Abate | 2-6           | 9 feb.        |
| 26 dic.     | 2-3         | Mantova-Came Dosson        | 4-4           | 9 feb.        |
| 22 ott.     | 1-6         | Pescara-Italservice        | 2-3           | 9 feb.        |
| 15 dic.     | 4-3         | Petrarca-C.M.B.            | 6-6           | 9 feb.        |
| 17 nov.     | 4-2         | Real San Giuseppe-Aniene   | 3-6           | 9 feb.        |

| andata (5ª) | andata (5ª) | 5ª giornata                    | ritorno (18ª) | ritorno (18ª) |
|             |             |                                |               |               |
| 15 dic.     | 4-1         | Acqua e Sapone-Mantova         | 4-3           | 6 feb.        |
| 14 nov.     | 2-2         | Aniene-Feldi Eboli             | 3-7           | 5 feb.        |
| 13 nov.     | 2-2         | C.M.B.-Came Dosson             | 3-2           | 6 feb.        |
| 13 nov.     | 4-1         | Italservice-CDM Futsal         | 6-2           | 6 feb.        |
| 13 nov.     | 4-0         | Meta-Lido di Ostia             | 3-3           | 6 feb.        |
| 12 nov.     | 2-2         | Petrarca-Pescara               | 2-3           | 6 feb.        |
| 14 nov.     | 4-2         | Sandro Abate-Real San Giuseppe | 5-1           | 6 feb.        |

| andata (6ª) | andata (6ª) | 6ª giornata                | ritorno (19ª) | ritorno (19ª) |
|             |             |                            |               |               |
| 17 nov.     | 4-5         | CDM Futsal-Meta            | 2-4           | 9 feb.        |
| 17 nov.     | 2-5         | Feldi Eboli-Acqua e Sapone | 1-6           | 9 feb.        |
| 17 nov.     | 2-3         | Lido di Ostia-Sandro Abate | 2-6           | 9 feb.        |
| 26 dic.     | 2-3         | Mantova-Came Dosson        | 4-4           | 9 feb.        |
| 22 ott.     | 1-6         | Pescara-Italservice        | 2-3           | 9 feb.        |
| 15 dic.     | 4-3         | Petrarca-C.M.B.            | 6-6           | 9 feb.        |
| 17 nov.     | 4-2         | Real San Giuseppe-Aniene   | 3-6           | 9 feb.        |

| andata (7ª) | andata (7ª) | 7ª giornata                      | ritorno (20ª) | ritorno (20ª) |
|             |             |                                  |               |               |
| 23 feb.     | 5-6         | Acqua e Sapone-Real San Giuseppe | 3-1           | 13 feb.       |
| 19 gen.     | 3-4         | Aniene-Lido di Ostia             | 2-2           | 13 feb.       |
| 12 gen.     | 3-0         | C.M.B.-Mantova                   | 1-2           | 13 feb.       |
| 21 nov.     | 2-2         | Came Dosson-Feldi Eboli          | 5-5           | 13 feb.       |
| 20 nov.     | 3-2         | Italservice-Petrarca             | 2-1           | 13 feb.       |
| 20 nov.     | 5-3         | Meta-Pescara                     | 1-1           | 13 feb.       |
| 21 nov.     | 5-3         | Sandro Abate-CDM Futsal          | 2-1           | 13 feb.       |

| andata (8ª) | andata (8ª) | 8ª giornata                   | ritorno (21ª) | ritorno (21ª) |
|             |             |                               |               |               |
| 28 nov.     | 3-2         | CDM Futsal-Aniene             | 5-2           | 20 feb.       |
| 27 nov.     | 3-0         | Feldi Eboli-Mantova           | 6-5           | 20 feb.       |
| 7 nov.      | 2-2         | Italservice-C.M.B.            | 6-2           | 19 feb.       |
| 28 nov.     | 3-9         | Lido di Ostia-Acqua e Sapone  | 2-9           | 19 feb.       |
| 28 nov.     | 6-2         | Pescara-Sandro Abate          | 6-5           | 20 feb.       |
| 28 nov.     | 3-2         | Petrarca-Meta                 | 2-6           | 19 feb.       |
| 28 nov.     | 1-3         | Real San Giuseppe-Came Dosson | 2-4           | 20 feb.       |

| andata (7ª) | andata (7ª) | 7ª giornata                      | ritorno (20ª) | ritorno (20ª) |
|             |             |                                  |               |               |
| 23 feb.     | 5-6         | Acqua e Sapone-Real San Giuseppe | 3-1           | 13 feb.       |
| 19 gen.     | 3-4         | Aniene-Lido di Ostia             | 2-2           | 13 feb.       |
| 12 gen.     | 3-0         | C.M.B.-Mantova                   | 1-2           | 13 feb.       |
| 21 nov.     | 2-2         | Came Dosson-Feldi Eboli          | 5-5           | 13 feb.       |
| 20 nov.     | 3-2         | Italservice-Petrarca             | 2-1           | 13 feb.       |
| 20 nov.     | 5-3         | Meta-Pescara                     | 1-1           | 13 feb.       |
| 21 nov.     | 5-3         | Sandro Abate-CDM Futsal          | 2-1           | 13 feb.       |

| andata (8ª) | andata (8ª) | 8ª giornata                   | ritorno (21ª) | ritorno (21ª) |
|             |             |                               |               |               |
| 28 nov.     | 3-2         | CDM Futsal-Aniene             | 5-2           | 20 feb.       |
| 27 nov.     | 3-0         | Feldi Eboli-Mantova           | 6-5           | 20 feb.       |
| 7 nov.      | 2-2         | Italservice-C.M.B.            | 6-2           | 19 feb.       |
| 28 nov.     | 3-9         | Lido di Ostia-Acqua e Sapone  | 2-9           | 19 feb.       |
| 28 nov.     | 6-2         | Pescara-Sandro Abate          | 6-5           | 20 feb.       |
| 28 nov.     | 3-2         | Petrarca-Meta                 | 2-6           | 19 feb.       |
| 28 nov.     | 1-3         | Real San Giuseppe-Came Dosson | 2-4           | 20 feb.       |

| andata (9ª) | andata (9ª) | 9ª giornata               | ritorno (22ª) | ritorno (22ª) |
|             |             |                           |               |               |
| 8 dic.      | 6-2         | Acqua e Sapone-CDM Futsal | 2-2           | 27 feb.       |
| 9 dic.      | 3-0         | Aniene-Pescara            | 4-2           | 27 feb.       |
| 8 dic.      | 4-5         | C.M.B.-Feldi Eboli        | 2-4           | 27 feb.       |
| 8 dic.      | 6-6         | Came Dosson-Lido di Ostia | 4-4           | 27 feb.       |
| 17 feb.     | 3-1         | Mantova-Real San Giuseppe | 4-7           | 27 feb.       |
| 3 gen.      | 4-3         | Meta-Italservice          | 0-3           | 26 feb.       |
| 8 dic.      | 2-2         | Sandro Abate-Petrarca     | 6-7           | 27 feb.       |

| andata (10ª) | andata (10ª) | 10ª giornata                  | ritorno (23ª) | ritorno (23ª) |
|              |              |                               |               |               |
| 12 dic.      | 2-9          | CDM Futsal-Came Dosson        | 5-5           | 13 mar.       |
| 11 dic.      | 3-1          | Italservice-Sandro Abate      | 2-1           | 13 mar.       |
| 12 dic.      | 3-6          | Lido di Ostia-Mantova         | 4-3           | 13 mar.       |
| 11 dic.      | 8-5          | Meta-C.M.B.                   | 1-3           | 13 mar.       |
| 12 dic.      | 1-6          | Pescara-Acqua e Sapone        | 2-6           | 12 mar.       |
| 12 dic.      | 6-3          | Petrarca-Aniene               | 3-3           | 13 mar.       |
| 11 dic.      | 4-2          | Real San Giuseppe-Feldi Eboli | 3-4           | 12 mar.       |

| andata (9ª) | andata (9ª) | 9ª giornata               | ritorno (22ª) | ritorno (22ª) |
|             |             |                           |               |               |
| 8 dic.      | 6-2         | Acqua e Sapone-CDM Futsal | 2-2           | 27 feb.       |
| 9 dic.      | 3-0         | Aniene-Pescara            | 4-2           | 27 feb.       |
| 8 dic.      | 4-5         | C.M.B.-Feldi Eboli        | 2-4           | 27 feb.       |
| 8 dic.      | 6-6         | Came Dosson-Lido di Ostia | 4-4           | 27 feb.       |
| 17 feb.     | 3-1         | Mantova-Real San Giuseppe | 4-7           | 27 feb.       |
| 3 gen.      | 4-3         | Meta-Italservice          | 0-3           | 26 feb.       |
| 8 dic.      | 2-2         | Sandro Abate-Petrarca     | 6-7           | 27 feb.       |

| andata (10ª) | andata (10ª) | 10ª giornata                  | ritorno (23ª) | ritorno (23ª) |
|              |              |                               |               |               |
| 12 dic.      | 2-9          | CDM Futsal-Came Dosson        | 5-5           | 13 mar.       |
| 11 dic.      | 3-1          | Italservice-Sandro Abate      | 2-1           | 13 mar.       |
| 12 dic.      | 3-6          | Lido di Ostia-Mantova         | 4-3           | 13 mar.       |
| 11 dic.      | 8-5          | Meta-C.M.B.                   | 1-3           | 13 mar.       |
| 12 dic.      | 1-6          | Pescara-Acqua e Sapone        | 2-6           | 12 mar.       |
| 12 dic.      | 6-3          | Petrarca-Aniene               | 3-3           | 13 mar.       |
| 11 dic.      | 4-2          | Real San Giuseppe-Feldi Eboli | 3-4           | 12 mar.       |

| andata (11ª) | andata (11ª) | 11ª giornata              | ritorno (24ª) | ritorno (24ª) |
|              |              |                           |               |               |
| 18 dic.      | 5-8          | Acqua e Sapone-Petrarca   | 7-7           | 20 mar.       |
| 19 dic.      | 3-4          | Aniene-Italservice        | 2-5           | 20 mar.       |
| 18 dic.      | 8-5          | C.M.B.-Real San Giuseppe  | 3-3           | 20 mar.       |
| 19 dic.      | 5-4          | Came Dosson-Pescara       | 2-1           | 20 mar.       |
| 18 dic.      | 2-3          | Feldi Eboli-Lido di Ostia | 1-2           | 20 mar.       |
| 19 dic.      | 5-4          | Mantova-CDM Futsal        | 2-4           | 20 mar.       |
| 19 dic.      | 5-4          | Sandro Abate-Meta         | 1-1           | 20 mar.       |

| andata (12ª) | andata (12ª) | 12ª giornata                    | ritorno (25ª) | ritorno (25ª) |
|              |              |                                 |               |               |
| 22 dic.      | 3-3          | CDM Futsal-Feldi Eboli          | 0-4           | 28 apr.       |
| 23 dic.      | 1-1          | Italservice-Acqua e Sapone      | 3-2           | 28 apr.       |
| 22 dic.      | 1-4          | Lido di Ostia-Real San Giuseppe | 2-8           | 3 apr.        |
| 22 dic.      | 5-3          | Meta-Aniene                     | 2-5           | 3 apr.        |
| 22 dic.      | 1-0          | Pescara-Mantova                 | 1-7           | 3 apr.        |
| 22 dic.      | 2-3          | Petrarca-Came Dosson            | 3-4           | 3 apr.        |
| 22 dic.      | 4-3          | Sandro Abate-C.M.B.             | 2-2           | 2 apr.        |

| andata (11ª) | andata (11ª) | 11ª giornata              | ritorno (24ª) | ritorno (24ª) |
|              |              |                           |               |               |
| 18 dic.      | 5-8          | Acqua e Sapone-Petrarca   | 7-7           | 20 mar.       |
| 19 dic.      | 3-4          | Aniene-Italservice        | 2-5           | 20 mar.       |
| 18 dic.      | 8-5          | C.M.B.-Real San Giuseppe  | 3-3           | 20 mar.       |
| 19 dic.      | 5-4          | Came Dosson-Pescara       | 2-1           | 20 mar.       |
| 18 dic.      | 2-3          | Feldi Eboli-Lido di Ostia | 1-2           | 20 mar.       |
| 19 dic.      | 5-4          | Mantova-CDM Futsal        | 2-4           | 20 mar.       |
| 19 dic.      | 5-4          | Sandro Abate-Meta         | 1-1           | 20 mar.       |

| andata (12ª) | andata (12ª) | 12ª giornata                    | ritorno (25ª) | ritorno (25ª) |
|              |              |                                 |               |               |
| 22 dic.      | 3-3          | CDM Futsal-Feldi Eboli          | 0-4           | 28 apr.       |
| 23 dic.      | 1-1          | Italservice-Acqua e Sapone      | 3-2           | 28 apr.       |
| 22 dic.      | 1-4          | Lido di Ostia-Real San Giuseppe | 2-8           | 3 apr.        |
| 22 dic.      | 5-3          | Meta-Aniene                     | 2-5           | 3 apr.        |
| 22 dic.      | 1-0          | Pescara-Mantova                 | 1-7           | 3 apr.        |
| 22 dic.      | 2-3          | Petrarca-Came Dosson            | 3-4           | 3 apr.        |
| 22 dic.      | 4-3          | Sandro Abate-C.M.B.             | 2-2           | 2 apr.        |

| \| andata (13ª) \| andata (13ª) \| 13ª giornata \| ritorno (26ª) \| ritorno (26ª) \| \| \| \| \| \| \| \| 29 dic. \| 7-3 \| Acqua e Sapone-Meta \| 2-3 \| 1° mag. \| \| 29 dic. \| 1-5 \| Aniene-Sandro Abate \| 7-4 \| 1° mag. \| \| 29 dic. \| 2-2 \| C.M.B.-Lido di Ostia \| 3-7 \| 1° mag. \| \| 30 dic. \| 2-2 \| Came Dosson-Italservice \| 2-4 \| 1° mag. \| \| 29 dic. \| 2-0 \| Feldi Eboli-Pescara \| 3-3 \| 1° mag. \| \| 29 dic. \| 4-4 \| Mantova-Petrarca \| 1-1 \| 1° mag. \| \| 30 dic. \| 7-2 \| Real San Giuseppe-CDM Futsal \| 6-3 \| 1° mag. \| |              |                              |               |               |
| andata (13ª) | andata (13ª) | 13ª giornata                 | ritorno (26ª) | ritorno (26ª) |
| |              |                              |               |               |
| 29 dic. | 7-3          | Acqua e Sapone-Meta          | 2-3           | 1° mag.       |
| 29 dic. | 1-5          | Aniene-Sandro Abate          | 7-4           | 1° mag.       |
| 29 dic. | 2-2          | C.M.B.-Lido di Ostia         | 3-7           | 1° mag.       |
| 30 dic. | 2-2          | Came Dosson-Italservice      | 2-4           | 1° mag.       |
| 29 dic. | 2-0          | Feldi Eboli-Pescara          | 3-3           | 1° mag.       |
| 29 dic. | 4-4          | Mantova-Petrarca             | 1-1           | 1° mag.       |
| 30 dic. | 7-2          | Real San Giuseppe-CDM Futsal | 6-3           | 1° mag.       |

| andata (13ª) | andata (13ª) | 13ª giornata                 | ritorno (26ª) | ritorno (26ª) |
|              |              |                              |               |               |
| 29 dic.      | 7-3          | Acqua e Sapone-Meta          | 2-3           | 1° mag.       |
| 29 dic.      | 1-5          | Aniene-Sandro Abate          | 7-4           | 1° mag.       |
| 29 dic.      | 2-2          | C.M.B.-Lido di Ostia         | 3-7           | 1° mag.       |
| 30 dic.      | 2-2          | Came Dosson-Italservice      | 2-4           | 1° mag.       |
| 29 dic.      | 2-0          | Feldi Eboli-Pescara          | 3-3           | 1° mag.       |
| 29 dic.      | 4-4          | Mantova-Petrarca             | 1-1           | 1° mag.       |
| 30 dic.      | 7-2          | Real San Giuseppe-CDM Futsal | 6-3           | 1° mag.       |

### Statistiche

#### Capoliste solitarie
|    | —— | ——    | ——    | —— | —— | —— | ——             | ——             | ——             | ——             | ——             | ——             | ——             | ——             | ——             | ——             | ——             | ——             | ——             | ——             | ——          | ——          | ——          | ——          | ——          | —— |  |
|    |    | Eboli | Eboli | IT | AS | IT | Acqua e Sapone | Acqua e Sapone | Acqua e Sapone | Acqua e Sapone | Acqua e Sapone | Acqua e Sapone | Acqua e Sapone | Acqua e Sapone | Acqua e Sapone | Acqua e Sapone | Acqua e Sapone | Acqua e Sapone | Acqua e Sapone | Acqua e Sapone | Italservice | Italservice | Italservice | Italservice | Italservice |    |  |
|    |    |       |       |    |    |    |                |                |                |                |                |                |                |                |                |                |                |                |                |                |             |             |             |             |             |    |  |
|    |    |       |       |    |    |    |                |                |                |                |                |                |                |                |                |                |                |                |                |                |             |             |             |             |             |    |  |
| 1ª | 2ª | 3ª    | 4ª    | 5ª | 6ª | 7ª | 8ª             | 9ª             | 10ª            | 11ª            | 12ª            | 13ª            | 14ª            | 15ª            | 16ª            | 17ª            | 18ª            | 19ª            | 20ª            | 21ª            | 22ª         | 23ª         | 24ª         | 25ª         | 26ª         |    |  |

#### Classifica marcatori
| Gol |  |  | Giocatore               | Squadra                     |
| --- |  |  | ----------------------- | --------------------------- |
| 38  |  |  | Arlan Pablo Vieira      | CAME Treviso                |
| 28  |  |  | Wilde                   | C.M.B.                      |
| 25  |  |  | Jader Fornari           | Petrarca                    |
| 23  |  |  | Cristian Borruto        | Italservice                 |
| 23  |  |  | Guilherme Gaio          | Acqua e Sapone              |
| 21  |  |  | Murilo Ferreira         | Acqua e Sapone              |
| 21  |  |  | Cabeça                  | Aniene                      |
| 20  |  |  | Lukaian Baptista        | Acqua e Sapone              |
| 19  |  |  | Leandro Cuzzolino       | Italservice                 |
| 19  |  |  | Portuga                 | Real San Giuseppe           |
| 18  |  |  | Fabricio Calderolli     | Acqua e Sapone              |
| 18  |  |  | Jeferson Fernando Titon | CDM Genova (8) Mantova (10) |
| 18  |  |  | Thiago Grippi           | CAME Treviso                |
| 18  |  |  | Rafinha Novaes          | Petrarca                    |
| 18  |  |  | Eduardo Dalcin          | Sandro Abate                |
| 18  |  |  | Parrel                  | Petrarca                    |

| Gol |  |  | Giocatore         | Squadra        |
| --- |  |  | ----------------- | -------------- |
| 17  |  |  | Luizinho          | Feldi Eboli    |
| 17  |  |  | Andrés Santos     | C.M.B.         |
| 16  |  |  | Paolo Cesaroni    | C.M.B.         |
| 16  |  |  | Victor Mello      | Petrarca       |
| 15  |  |  | Júlio De Oliveira | Italservice    |
| 15  |  |  | Fábio Poletto     | Lido di Ostia  |
| 15  |  |  | Lê Ferreira       | Pescara        |
| 14  |  |  | Kaká              | Sandro Abate   |
| 14  |  |  | Josiko            | Meta Catania   |
| 14  |  |  | Raul Rocha        | Lido di Ostia  |
| 14  |  |  | Gabriel Motta     | Lido di Ostia  |
| 14  |  |  | Venâncio Baldasso | Meta Catania   |
| 13  |  |  | Wellington Coco   | Acqua e Sapone |
| 13  |  |  | Mauro Canal       | Italservice    |
| 13  |  |  | Alessandro Patias | Feldi Eboli    |

#### Record
- Maggior numero di vittorie: Italservice (20)
- Minor numero di vittorie: CDM Futsal, Pescara (5)
- Maggior numero di pareggi: Came Dosson (9)
- Minor numero di pareggi: Real San Giuseppe (1)
- Maggior numero di sconfitte: CDM Futsal (18)
- Minor numero di sconfitte: Italservice (2)
- Miglior attacco: Acqua e Sapone (138)
- Peggior attacco: Pescara (60)
- Miglior difesa: Italservice (48)
- Peggior difesa: CDM Futsal (115)
- Miglior differenza reti: Italservice (+58)
- Peggior differenza reti: CDM Futsal (-47)
- Miglior serie positiva: Italservice (14ª-26ª) (13)
- Maggior numero di vittorie consecutive: Italservice (14ª-26ª) (13)
- Maggior numero di sconfitte consecutive: Real San Giuseppe (recupero 2ª, 14ª, 16ª-20ª, recupero 9ª, 21ª) (9)
- Partita con maggiore scarto di gol: Italservice-Real San Giuseppe 8-0 (3ª), Italservice-Lido di Ostia 8-0 (17ª) (8)
- Partita con più reti: Came Dosson-Acqua e Sapone 9-10 (4ª) (19)
- Maggior numero di reti in una giornata: 4ª (66)
- Minor numero di reti in una giornata: 20ª (29)

## Play-off

### Regolamento
Ai play-off per l'assegnazione del titolo partecipano le prime 8 classificate della stagione regolare.
Gli incontri dei quarti di finale si sono svolti con formula a eliminazione diretta con gare di andata (in casa della squadra meglio classificata) e ritorno (in casa della peggio classificata) ed eventuale terza gara (in casa della miglior classificata) in caso di parità di punti dopo due partite (indipendentemente dalla differenza reti). In caso di parità al termine della terza gara sarebbe stata considerata vincente la squadra meglio classificata al termine della Stagione Regolare. Con questo schema si sarebbe dovuto giocare anche il turno di semifinale, mentre quello di finale si sarebbe disputato al meglio delle cinque gare secondo l'ordine di seguito evidenziato: 1ª e 2ª gara in casa della squadra meglio classificata al termine della "stagione regolare"; 3ª e 4ª (eventuale) gara in casa della squadra peggio classificata al termine della “stagione regolare”; 5ª gara (eventuale) in casa della squadra meglio classificata al termine della "stagione regolare". In caso di parità al termine delle prime 4 gare si sarebbe proceduto direttamente all'esecuzione dei calci di rigore per determinare la vincente della partita. In caso di parità al termine di gara-5 si sarebbero disputati due tempi supplementari di 5 minuti ciascuno e, in caso di ulteriore parità, i calci di rigore.
Tuttavia, a seguito del ritardo nella disputa del quarto di finale tra Petrarca e Feldi Eboli (a causa di positività al COVID-19 nella società padovana), si è deciso per un torneo con la formula della Final 4, organizzata dall'Italservice nel palazzetto di casa, il Palasport Nino Pizza, in qualità di vincente della regular season. Le semifinali e le finali si svolgono con andata e ritorno in giorni successivi: a passare il turno sarà la squadra che avrà realizzato il maggior numero di punti, o, in caso di parità, di reti; qualora ci sia parità anche nel numero di reti segnate si provvederà alla disputa di due tempi supplementari di 5' l'uno. In caso di ulteriore parità, nel turno di semifinale avanzerà alla finale la squadra meglio piazzata nella stagione regolare, mentre nel turno di finale, per l'assegnazione del titolo di campione d'Italia, si svolgeranno i calci di rigore.

### Avvenimenti
Nell'avvicinamento all'andata della finale tra Meta Catania e Italservice, il cui inizio era previsto alle 21, un incendio a una cabina elettrica nei pressi del PalaNinoPizza ha causato un blackout in tutta la zona, tra cui il palazzetto ospite della partita: ciò ha causato un avvicendamento di notizie discordanti, culminate dapprima con l'allontanamento delle squadre dall'impianto di gioco, e poi con una comunicazione della Divisione Calcio a 5 delle 23:05 che comunicava la risoluzione dei problemi elettrici e lo svolgimento della partita alle 23:30. Nonostante le iniziali proteste dei catanesi, la partita è infine iniziata intorno alle 23:55, con il ritorno fissato per il giorno successivo.

### Squadre qualificate
| 1 | Italservice    | 5 | Feldi Eboli  |
| 2 | Acqua e Sapone | 6 | Sandro Abate |
| 3 | CAME Treviso   | 7 | Meta Catania |
| 4 | Petrarca       | 8 | C.M.B.       |

### Tabellone
|  | Quarti di finale | Quarti di finale | Quarti di finale | Quarti di finale | Quarti di finale |  |  | Semifinali | Semifinali         | Semifinali | Semifinali   | Semifinali |   |   | Finale | Finale      | Finale | Finale | Finale |  |
|  |                  |                  |                  |                  |                  |  |  |            |                    |            |              |            |   |   |        |             |        |        |        |  |
|  | 1                | Italservice      | 5                | 4                | 8                |  |  |            |                    |            |              |            |   |   |        |             |        |        |        |  |
|  | 8                | C.M.B.           | 2                | 5                | 3                |  |  | 1          | Italservice        | 4          | 2            | 6          |   |   |        |             |        |        |        |  |
|  | 4                | Petrarca         | 1                | 4                | –                |  |  | 5          | Feldi Eboli        | 1          | 1            | 2          |   |   |        |             |        |        |        |  |
|  | 5                | Feldi Eboli      | 7                | 4                | –                |  |  |            |                    |            |              |            |   |   | 1      | Italservice | 7      | 3      | 10     |  |
|  | 3                | CAME Treviso     | 8                | 1                | 4                |  |  |            |                    | 7          | Meta Catania | 1          | 2 | 3 |        |             |        |        |        |  |
|  | 6                | Sandro Abate     | 5                | 2                | 2                |  |  | 3          | CAME Treviso       | 2          | 3            | 5          |   |   |        |             |        |        |        |  |
|  | 2                | Acqua e Sapone   | 7                | 3                | 1                |  |  | 7          | Meta Catania (dts) | 1          | 5            | 6          |   |   |        |             |        |        |        |  |
|  | 7                | Meta Catania     | 0                | 4                | 2                |  |  |            |                    |            |              |            |   |   |        |             |        |        |        |  |

### Risultati

#### Quarti di finale

##### Gara 1
| Arbitri: | Davide De Ninno (Varese) Massimo Tariciotti (Ciampino) Riccardo Davì (Bologna) |
| Crono:   | Alberto Casadei (Cesena)                                                       |

|                                                                   |           |                              |
| Borruto 12'15'’, 30'02'’ Cuzzolino 12'25'’ Canal 17'33'’, 33'08'’ | Marcatori | 39'22'’ Santos 39'45'’ Wilde |

| Arbitri: | Natale Mazzone (Imola) Stefano Parrella (Cesena) |
| Crono:   | Angelo Tasca (Treviso)                           |

| |           |                                                                |
| Grippi 2'10'’, 19'25'’, 32'24'’ Dener 6'56'’ Vieira 16'52'’ Bertoni 24'12'’ Ugherani 29'03'’ Schiochet 36'54'’ | Marcatori | 0'56'’, 4'07'’ Fantecele 31'26'’, 33'34'’ Dalcin 36'35'’ Crema |

| Arbitri: | Gennaro Cefalà (Lamezia Terme) Simone Pisani (Aprilia) |
| Crono:   | Dario Di Nicola (Pescara)                              |

|                                                                                           |           |  |
| Gui 0'16'’, 26'00'’ Farias 1'57'’, 17'26'’ Lukaian 11'57'’ Murilo 21'52'’ Rafinha 32'09'’ | Marcatori |  |

| Arbitri: | Lorenzo Cursi (Jesi) Andrea Colombo (Modena) |
| Crono:   | Stefano Billo (Vicenza)                      |

|                 |           |                                                                                  |
| Fornari 24'52'’ | Marcatori | 4'43'’, 23'12'’, 24'11'’ Romano 9'08'’, 21'29'’ Luizinho 28'47'’, 34'04'’ Grello |

##### Gara 2
| Arbitri: | Fabio Cozza (Cosenza) Luca Vincenzo Caracozzi (Foggia) |
| Crono:   | Luca Michele De Candia (Molfetta)                      |

|                                                                  |           |                                                                          |
| Ramon 9'25'’, 32'30'’ Santos 10'00'’, 39'01'’ Pulvirenti 11'44'’ | Marcatori | 2'45'’ (aut.) Neto 5'54'’ Tonidandel 21'10'’ De Oliveira 22'20'’ Honorio |

| Arbitri: | Giovanni Zannola (Ostia Lido) Andrea Saggese (Rovereto) Nicola Manzione (Salerno) |
| Crono:   | Emilio Romano (Nola)                                                              |

|                                  |           |                |
| Dalcin 14'00'’ Ercolessi 19'00'’ | Marcatori | 34'00'’ Vieira |

| Arbitri: | Daniel Borgo (Schio) Elena Lunardi (Padova) |
| Crono:   | Vincenzo Brischetto (Acireale)              |

|                                                                               |           |                                            |
| Silvestri 9'45'’ Kuraja 34'45'’ (t.l.) Fabinho 37'06'’ Rafinha 39'59'’ (aut.) | Marcatori | 9'30'’ Fusari 25'00'’ Coco 38'56'’ Lukaian |

| Arbitri: | Fabio Rocco De Pasquale (Marsala) Vincenzo Cannistrà (Catanzaro) |
| Crono:   | Simone Micciulla (Roma 2)                                        |

|                                                            |           |                                                   |
| Luizinho 8'52'’ Tres 30'06'’ Caruso 37'53'’ Romano 39'30'’ | Marcatori | 5'15'’ F. Mello 24'00'’, 25'41'’, 34'35'’ Fornari |

##### Gara 3
| Arbitri: | Michele Bensi (Grosseto) Walter Suelotto (Bassano del Grappa) |
| Crono:   | Nicola Lacrimini (Città di Castello)                          |

| |           |                                             |
| De Oliveira 1'22'’, 31'46'’ Marcelinho 15'52’ Tonidandel 16'50'’ Borruto 25'06'’, 26'06'’ Canal 25'39'’, 35'37'’ | Marcatori | 10'50'’ Bizjak 30'05'’ Ramon 38'36'’ Santos |

| Arbitri: | Gianfranco Marangi (Brindisi) Simone Zanfino (Agropoli) |
| Crono:   | Gabriele Gerardi (Pescara)                              |

|               |           |                           |
| Misael 8'12'’ | Marcatori | 31'38'’, 32'57'’ Venâncio |

| Arbitri: | Rocco Morabito (Vercelli) Simone Micciulla (Roma 2) |
| Crono:   | Fabio Pozzobon (Treviso)                            |

|                                                                    |           |                              |
| Grippi 0'40'’ Dener 31'05'’ Crema 35'00'’ (aut.) Schiochet 39'55'’ | Marcatori | 32'05'’ Crema 38'00'’ Dalcin |

#### Final Four

##### Semifinali

###### Andata
| Arbitri: | Luigi Alessi (Taurianova) Riccardo Davì (Bologna) |
| Crono:   | Fabiano Maragno (Bologna)                         |

|                                  |           |                 |
| Grippi 10'19'’ Schiochet 27'37'’ | Marcatori | 18'34'’ Messina |

| Arbitri: | Luca Petrillo (Catanzaro) Paolo De Lorenzo (Brindisi) |
| Crono:   | Natale Mazzone (Imola)                                |

|                                                                   |           |               |
| Canal 0'19'’ Ja. Salas 6'47'’ De Oliveira 10'45'’ Borruto 26'23'’ | Marcatori | 1'35'’ Grello |

###### Ritorno
| Arbitri: | Giovanni Beneduce (Nola) Vincenzo Sgueglia (Civitavecchia) |
| Crono:   | Daniele Filannino (Jesi)                                   |

|                                                                                       |           |                                                  |
| Musumeci 5'38'’ Baisel 13'20'’ Venâncio 23'56'’ Belsito 25'05'’ (aut.) Josiko 42'57'’ | Marcatori | 28'40'’ Schiochet 29'54'’ Ugherani 38'42'’ Dener |

| Arbitri: | Michele Ronca (Rovigo) Giulio Colombin (Bassano del Grappa) Federico Beggio (Padova) |
| Crono:   | Walter Suelotto (Bassano del Grappa)                                                 |

|                 |           |                              |
| Luizinho 6'56'’ | Marcatori | 0'33'’ Borruto 11'37'’ Canal |

##### Finale

###### Andata
| Arbitri: | Nicola Manzione (Salerno) Chiara Perona (Biella) Pasquale Marcello Falcone (Foggia) |
| Crono:   | Lorenzo Di Guilmi (Vasto)                                                           |

|                |           |                                                                                              |
| Josiko 39'48'’ | Marcatori | 0'43'’, 30'25'’ Marcelinho 1'17'’ Honorio 22'27'’, 31'42'’, 32'59'’ Borruto 35'53'’ Miarelli |

###### Ritorno
| Arbitri: | Angelo Galante (Ancona) Dario Pezzuto (Lecce) Stefano Parrella (Cesena) |
| Crono:   | Lorenzo Cursi (Jesi)                                                    |

|                                                  |           |                              |
| Taborda 6'22'’ Cuzzolino 36'14'’ Borruto 37'54'’ | Marcatori | 1'03'’ Josiko 34'49'’ Baisel |

### Classifica marcatori play-off
| Gol |  |  | Giocatore          | Squadra        |
| --- |  |  | ------------------ | -------------- |
| 10  |  |  | Cristian Borruto   | Italservice    |
| 6   |  |  | Mauro Canal        | Italservice    |
| 5   |  |  | Thiago Grippi      | CAME Treviso   |
| 4   |  |  | Sergio Romano      | Feldi Eboli    |
| 4   |  |  | Júlio De Oliveira  | Italservice    |
| 4   |  |  | Murilo Schiochet   | CAME Treviso   |
| 4   |  |  | Jader Fornari      | Petrarca       |
| 4   |  |  | Luizinho           | Feldi Eboli    |
| 4   |  |  | Eduardo Dalcin     | Sandro Abate   |
| 4   |  |  | Andrés Santos      | C.M.B.         |
| 3   |  |  | Matheus Dener      | CAME Treviso   |
| 3   |  |  | Marcelinho         | Italservice    |
| 3   |  |  | Ramon Bueno Ardite | C.M.B.         |
| 3   |  |  | Josiko             | Meta Catania   |
| 3   |  |  | Venâncio Baldasso  | Meta Catania   |
| 3   |  |  | Gabriel Grello     | Feldi Eboli    |
| 2   |  |  | Gabriele Ugherani  | CAME Treviso   |
| 2   |  |  | André Fantecele    | Sandro Abate   |
| 2   |  |  | Humberto Honorio   | Italservice    |
| 2   |  |  | Manoel Crema       | Sandro Abate   |
| 2   |  |  | Thomas Baisel      | Meta Catania   |
| 2   |  |  | Arlan Pablo Vieira | CAME Treviso   |
| 2   |  |  | Leandro Cuzzolino  | Italservice    |
| 2   |  |  | Felipe Tonidandel  | Italservice    |
| 2   |  |  | Lukaian Baptista   | Acqua e Sapone |
| 2   |  |  | Guilherme Gaio     | Acqua e Sapone |
| 2   |  |  | Eduardo Farias     | Acqua e Sapone |

| Gol |  |  | Giocatore           | Squadra        |
| --- |  |  | ------------------- | -------------- |
| 1   |  |  | Murilo Ferreira     | Acqua e Sapone |
| 1   |  |  | Carmelo Musumeci    | Meta Catania   |
| 1   |  |  | Giovanni Messina    | Meta Catania   |
| 1   |  |  | Cristiano Fusari    | Acqua e Sapone |
| 1   |  |  | Marco Ercolessi     | Sandro Abate   |
| 1   |  |  | Fabinho             | Meta Catania   |
| 1   |  |  | Michele Miarelli    | Italservice    |
| 1   |  |  | Wellington Coco     | Acqua e Sapone |
| 1   |  |  | Edgar Bertoni       | CAME Treviso   |
| 1   |  |  | Javier Adolfo Salas | Italservice    |
| 1   |  |  | Giovanni Pulvirenti | C.M.B.         |
| 1   |  |  | Rafael Rizzi        | Acqua e Sapone |
| 1   |  |  | Rudinei Tres        | Feldi Eboli    |
| 1   |  |  | Maurizio Silvestri  | Meta Catania   |
| 1   |  |  | Dejan Bizjak        | C.M.B.         |
| 1   |  |  | Umberto Caruso      | Feldi Eboli    |
| 1   |  |  | Misael Gonçalves    | Acqua e Sapone |
| 1   |  |  | Fellipe Mello       | Petrarca       |
| 1   |  |  | Wilde               | C.M.B.         |
| 1   |  |  | Marko Kuraja        | Meta Catania   |
| 1   |  |  | Pablo Taborda       | Italservice    |

## Play-out

### Formula
Le squadre che hanno concluso il campionato all'undicesima e alla dodicesima posizione si sono affrontate in un doppio spareggio (andata e ritorno, la prima partita giocata in casa della dodicesima classificata) per determinare la terza squadra a retrocedere in Serie A2. Al termine degli incontri è stata dichiarata vincente la squadra che nelle due partite (di andata e di ritorno) ha segnato il maggior numero di gol. Nel caso di parità gli arbitri della gara di ritorno avrebbero fatto disputare due tempi supplementari di 5 minuti ciascuno. Qualora anche al termine di questi le squadre fossero state ancora in parità sarebbe stata considerata vincente la squadra in migliore posizione di classifica al termine della stagione regolare. Il play-out non sarebbe stato disputato qualora tra le due squadre fosse stato presente un distacco in classifica maggiore di 8 punti: in tal caso sarebbe retrocessa direttamente la squadra dodicesima classificata. I due incontri, con andata inizialmente fissata l'8 maggio e ritorno il 15 maggio, sono stati rinviati di due settimane.

### Risultati

#### Andata
| Arbitri: | Fabrizio Schirripa (Reggio Calabria) Saverio Carone (Bari) |
| Crono:   | Angelo Bottini (Roma 1)                                    |

|                                                                 |           |                                 |
| Javi Roni 4'29'’ Abdala 29'58'’ Cabeça 35'32'’ M. Raubo 37'33'’ | Marcatori | 12'25'’ L. Suton 38'31'’ Petrov |

#### Ritorno
| Arbitri: | Vincenzo Brischetto (Acireale) Fabiano Maragno (Bologna) |
| Crono:   | Francesco Sgueglia (Finale Emilia)                       |

|                                                              |           | |
| Hrkać 10'19'’, 28'12'’ Petrov 17'56'’ Titon 18'24'’, 27'42'’ | Marcatori | 12'44'’, 19'02'’ Schininà 27'12'’ Taloni 30'10'’ El Ayyane 35'40'’, 36'16'’ M. Raubo 39'30'’ (t.l.) Biscossi |